# Smoke Gets in Your Eyes
A Smoke Gets in Your Eyes (Füst száll a szemedbe) egy dal, amit a Roberta c. musicalhez írtak 1933-ban és Gertrude Niesen énekelte. Ennek nyomán később film készült Fred Astaire főszereplésével. 
A dal örökzölddé vált. Eartha Kitt, The Platters, Ray Conniff zenekara éppúgy előadta, mint Miles Davis, és még sok-sok mindenki, így az olasz Adriano Celentano is. Magyar előadók közül a Stúdió 11 valamint az Oktáv-vokálegyüttes készített belőle kislemezt.
A musical többnyire negatív kritikákat kapott. Az összesen 295 előadás nem kis részben a sikeres daloknak volt köszönhető, elsősorban a „Smoke Gets In Your Eyes”-nak.
Maga a Roberta musical egy egyetemi futballista történetét meséli el, aki örököl egy párizsi ruhaboltot. A cselekmény bizonyára szentimentális, egyben  nevetséges volt, a dalok azonban a dalok megmentették a Broadway-show-t.

## Híres felvételek
Manhattan Jazz Orchestra, Thelonious Monk, Keith Jarrett, Harvey Mason, Pearl Django, George Barnes, Freddy Cole, Jacky Terrasson, Artie Shaw, Barbra Streisand, Édith Piaf, Louis Armstrong, Nat King Cole, Cher, Benny Goodman and his Orchestra & Peggy Lee, Sarah Vaughan, Cedar Walton ...